# Коарраз
Коарра́з (фр. Coarraze) — коммуна во Франции, находится в регионе Аквитания. Департамент — Атлантические Пиренеи. Входит в состав кантона Валле-де-л’Ус и дю Лагуэн. Округ коммуны — По.
Код INSEE коммуны — 64191.

## География
Коммуна расположена приблизительно в 670 км к югу от Парижа, в 190 км южнее Бордо, в 19 км к юго-востоку от По.
По территории коммуны протекают реки Гав-де-По и Лагуэн.

### Климат
Климат тёплый океанический. Зима мягкая, средняя температура января — от +5°С до +13°С, температуры ниже −10 °C бывают редко. Снег выпадает около 15 дней в году с ноября по апрель. Максимальная температура летом порядка 20-30 °C, выше 35 °C бывает очень редко. Количество осадков высокое, порядка 1100 мм в год. Характерна безветренная погода, сильные ветры очень редки.

## Население
Население коммуны на 2010 год составляло 2113 человек.
| 1962 | 1968 | 1975 | 1982 | 1990 | 1999 | 2010 |
| ---- | ---- | ---- | ---- | ---- | ---- | ---- |
| 1720 | 1940 | 1949 | 2202 | 2047 | 2067 | 2113 |

## Администрация
| Период | Период | Фамилия         | Партия                                           | Примечания |
| ------ | ------ | --------------- | ------------------------------------------------ | ---------- |
| 1947   | 1977   | Гастон Лабо     | Французская секция Рабочего интернационала       |            |
| 1977   | 1989   | Жан-Луи Ладанью | Социалистическая партия                          |            |
| 1989   | 1995   | Жан Пенуй       |                                                  |            |
| 1995   | 2020   | Жан Сен-Жос     | Охота, рыбалка, природа, традиции → беспартийный |            |

## Экономика
В 2010 году среди 1326 человек трудоспособного возраста (15-64 лет) 932 были экономически активными, 394 — неактивными (показатель активности — 70,3 %, в 1999 году было 65,3 %). Из 932 активных жителей работали 822 человека (440 мужчин и 382 женщины), безработных было 110 (50 мужчин и 60 женщин). Среди 394 неактивных 157 человек были учениками или студентами, 124 — пенсионерами, 113 были неактивными по другим причинам.

## Достопримечательности
- Церковь Св. Викентия (XVI век). Исторический памятник с 1988 года[4]
- Замок Коарраз (XVI век). Исторический памятник с 2011 года[5]

## Фотогалерея
- Церковь Св. Викентия
- Замок Коарраз
- Библиотека
- Общественная прачечная
- Военный мемориал
- Мост